# ルイス・ティアント
ルイス・クレメンテ・ティアント・ベガ（Luís Clemente Tiant Vega , 1940年11月23日 - 2024年10月8日）は、キューバ共和国ハバナ州マリアナオ（現：首都ハバナの一部）出身のプロ野球選手（投手）。右投右打。
愛称は"El Tiante"（エル・ティアント）。

## 経歴
キューバ出身の父のルイス・ティアント・シニアはアメリカ合衆国のニューヨークにあったニグロリーグチーム、ニューヨーク・キューバンズの左腕投手として活躍し、当地のキューバ人からは英雄視された存在であった。そんな父の1人息子として偉大な父の足跡を追うように野球を始め、利き腕こそ異なるが、父と同じ投手となり、まずは地元キューバのリーグに入団した。
1957年にはキューバのリトルリーグオールスターの選手になるなど早くから頭角を現す。
ラテンアメリカで人材を探していたMLBのクリーブランド・インディアンスの元スター選手、ベト・アヴィラの目にとまり、まずは1959年にメキシカンリーグのメキシコシティ・タイガースへ月給150ドルで移籍した。
1961年夏にアヴィラは古巣インディアンスにティアントを売り込み、同年オフに年俸3万5000ドルで契約を結んだ。その頃、キューバ危機が起こり、以後14年はキューバの両親に会うことができなくなってしまった。
マイナーリーグでの活躍の後、1964年7月19日にインディアンスでMLB初登板。デビュー戦ではこの年にリーグ優勝することになるニューヨーク・ヤンキースと対戦し、11奪三振・4被安打の完封勝利を記録。ヤンキースの先発投手はのちにアメリカ野球殿堂入りする左腕投手のホワイティ・フォードであった。この年は後半戦のみの登板で10勝4敗・防御率2.83の成績を残した。
1966年は一時リリーフに転向し、先発は16試合のみであったが、うち7試合は完投。4試合連続完封をマークして12勝11敗8セーブ・防御率2.79。1960年以後に4試合連続完封を記録した投手は他にゲイロード・ペリー（1970年）、オーレル・ハーシュハイザー（1988年・5試合）、コリー・ライドル（2002年）の3人しかいない。
1968年には258.1回を投げて防御率1.60・9完封・264奪三振・21勝9敗を記録し、最優秀防御率のタイトルを獲得する大活躍。防御率1.60は、2013年現在でもライブボール時代が始まった1920年以後のアメリカンリーグ記録であり、同じ1968年にセントルイス・カージナルスのボブ・ギブソンが記録した1.12に次ぐMLB2位である。被安打率.168は1シーズンの記録としてMLB歴代1位である。7月3日のミネソタ・ツインズとの対戦では延長10回で19奪三振を記録。オールスターゲームにも選ばれた。
1969年にアメリカ合衆国の市民権を取得した。この年は制球難に苦しみ、一転して9勝20敗に終わった。12月10日、グレイグ・ネトルズやディーン・チャンスら4選手との2対4のトレードでツインズへ移籍した。しかし1970年は右肩甲骨の骨折で7勝3敗に終わった。
1971年3月31日にツインズから放出された。アトランタ・ブレーブス傘下のAAA級リッチモンドで好投し、1971年5月15日にボストン・レッドソックスへ移籍した。このシーズンも故障の影響で1勝7敗に終わった。
1972年に15勝6敗・防御率1.91の成績を残し、2度目の最優秀防御率のタイトルを獲得、カムバック賞も受賞した。
1973年からの4年間は安定して20勝近くを記録した。
1975年にはチームの地区優勝に貢献。リーグチャンピオンシップシリーズでも前年まで3年連続ワールドシリーズ優勝を果たしたオークランド・アスレチックス相手に、第1戦で3被安打・1失点に抑えて完投勝利。チームはアスレチックスを3連勝で下してリーグ優勝を果たした。ワールドシリーズではビッグレッドマシンと呼ばれ、当時MLB最強チームと謳われたシンシナティ・レッズと対戦した。先発したフェンウェイ・パークでの第1戦には、特別許可を得た両親が観戦のために渡米し、14年ぶりに再会を果たした。両親の見守る中、0-0の7回裏に自ら安打を放ち、カール・ヤストレムスキーの適時打で先制のホームを踏む。この回チームは一挙6得点を挙げ、完封勝利した。連敗後の第4戦に再び先発し、4点を失うが2勝目を挙げる。レッドソックスは第5戦に敗れるが、第6戦をカールトン・フィスクのサヨナラ本塁打で勝って3勝3敗のタイにおいつき、最終第7戦にティアントが3度目の先発。序盤に3点のリードをもらうが、6回にトニー・ペレスに2点本塁打を喫し、7回にケン・グリフィー・シニアに四球を与え、盗塁を許し、ピート・ローズの同点適時打を浴び、同点とされて降板した。試合は9回に1点を取ったレッズが勝ったが、敗れたにもかかわらずティアントはベーブ・ルース賞を受賞した。
1976年に4度目のシーズン20勝を達成した。
1978年限りでフリーエージェント（FA）でヤンキースへ移籍した。
1980年は8勝に終わり、1981年はピッツバーグ・パイレーツへ移籍した。しかし2勝に終わり、放出された。
1982年はまずはメキシカンリーグのタバスコ・プラタネロスでプレー。8月になってカリフォルニア・エンゼルスと契約を結んだものの、2勝に終わり、同年限りで現役を引退した。
引退後の1997年5月にレッドソックス野球殿堂入りを果たした。同年に32年前の父親に続き、親子二代でのキューバ野球殿堂入りも果たしている。
また、ベネズエラのウィンターリーグ"リーガ・ベネソラーナ・デ・ベイスボル・プロフェシオナル"でもプレーしていた。通算成績は37勝・29完投・防御率2.27。1971年にはノーヒットノーランを達成した。
2009年にベネズエラ野球殿堂入りを果たした。
2016年3月11日にタンパベイ・レイズ対キューバ代表の親善試合の特別ゲストとなったことが発表された。
2024年10月8日に死去。83歳没。

## 人物・プレースタイル
2009年4月にティアントの46年ぶりのハバナ帰郷（何度もキューバへの渡航申請を出していたが、それまでは許可が下りなかった）を扱ったドキュメンタリー映画『The Lost Son of Havana』がアメリカで初上映された。
1970年代前半に故障で速球が衰えたのを機に、トルネード投法のような打者に一度背中を向ける特異なフォームを生み出す。本来はボークを取られてもおかしくない動作であったが、彼特有のフォームということで黙認されていた。2010年12月にアメリカのスポーツ専門サイトのブリーチャー・レポートによってMLB史に残る「個性的フォーム」1位に選ばれた。
葉巻を好み、葉巻を自らデザインし、「El Tiante」の名で販売された。
現在、フェイスブック上でティアントを殿堂入りさせるための草の根の活動が行われている。

## 詳細情報

### 年度別投手成績
| 年 度     | 球 団     | 登 板 | 先 発 | 完 投 | 完 封 | 無 四 球 | 勝 利 | 敗 戦 | セ 丨 ブ | ホ 丨 ル ド | 勝 率 | 打 者 | 投 球 回 | 被 安 打 | 被 本 塁 打 | 与 四 球 | 敬 遠 | 与 死 球 | 奪 三 振 | 暴 投 | ボ 丨 ク | 失 点 | 自 責 点 | 防 御 率 | W H I P |
| --------- | --------- | ----- | ----- | ----- | ----- | -------- | ----- | ----- | -------- | ----------- | ----- | ----- | -------- | -------- | ----------- | -------- | ----- | -------- | -------- | ----- | -------- | ----- | -------- | -------- | ------- |
| 1964      | CLE       | 19    | 16    | 9     | 3     | 0        | 10    | 4     | 1        | --          | .714  | 512   | 127.0    | 94       | 13          | 47       | 2     | 2        | 105      | 4     | 0        | 41    | 40       | 2.83     | 1.11    |
| 1965      | CLE       | 41    | 30    | 10    | 2     | 1        | 11    | 11    | 1        | --          | .500  | 812   | 196.1    | 166      | 20          | 66       | 3     | 3        | 152      | 2     | 0        | 88    | 77       | 3.53     | 1.18    |
| 1966      | CLE       | 46    | 16    | 7     | 5     | 1        | 12    | 11    | 8        | --          | .522  | 628   | 155.0    | 121      | 16          | 50       | 4     | 2        | 145      | 3     | 0        | 50    | 48       | 2.79     | 1.10    |
| 1967      | CLE       | 33    | 29    | 9     | 1     | 0        | 12    | 9     | 2        | --          | .571  | 872   | 213.2    | 177      | 24          | 67       | 2     | 1        | 219      | 1     | 1        | 76    | 65       | 2.74     | 1.14    |
| 1968      | CLE       | 34    | 32    | 19    | 9     | 3        | 21    | 9     | 0        | --          | .700  | 987   | 258.1    | 152      | 16          | 73       | 4     | 4        | 264      | 3     | 0        | 53    | 46       | 1.60     | 0.87    |
| 1969      | CLE       | 38    | 37    | 9     | 1     | 1        | 9     | 20    | 0        | --          | .310  | 1091  | 249.2    | 229      | 37          | 129      | 11    | 8        | 156      | 0     | 1        | 123   | 103      | 3.71     | 1.43    |
| 1970      | MIN       | 18    | 17    | 2     | 1     | 0        | 7     | 3     | 0        | --          | .700  | 390   | 92.2     | 84       | 12          | 41       | 0     | 2        | 50       | 2     | 0        | 36    | 35       | 3.40     | 1.35    |
| 1971      | BOS       | 21    | 10    | 1     | 0     | 0        | 1     | 7     | 0        | --          | .125  | 321   | 72.1     | 73       | 8           | 32       | 1     | 1        | 59       | 4     | 0        | 42    | 39       | 4.85     | 1.45    |
| 1972      | BOS       | 43    | 19    | 12    | 6     | 1        | 15    | 6     | 3        | --          | .714  | 713   | 179.0    | 128      | 7           | 65       | 5     | 0        | 123      | 0     | 0        | 45    | 38       | 1.91     | 1.08    |
| 1973      | BOS       | 35    | 35    | 23    | 0     | 2        | 20    | 13    | 0        | --          | .606  | 1096  | 272.0    | 217      | 32          | 78       | 3     | 7        | 206      | 2     | 0        | 105   | 101      | 3.34     | 1.08    |
| 1974      | BOS       | 38    | 38    | 25    | 7     | 4        | 22    | 13    | 0        | --          | .629  | 1266  | 311.1    | 281      | 21          | 82       | 3     | 4        | 176      | 1     | 0        | 106   | 101      | 2.92     | 1.17    |
| 1975      | BOS       | 35    | 35    | 18    | 2     | 1        | 18    | 14    | 0        | --          | .563  | 1080  | 260.0    | 262      | 25          | 72       | 0     | 4        | 142      | 2     | 0        | 126   | 116      | 4.02     | 1.28    |
| 1976      | BOS       | 38    | 38    | 19    | 3     | 4        | 21    | 12    | 0        | --          | .636  | 1136  | 279.0    | 274      | 25          | 64       | 2     | 3        | 131      | 1     | 0        | 107   | 95       | 3.06     | 1.21    |
| 1977      | BOS       | 32    | 32    | 3     | 3     | 2        | 12    | 8     | 0        | --          | .600  | 814   | 188.2    | 210      | 26          | 51       | 3     | 2        | 124      | 0     | 0        | 98    | 95       | 4.53     | 1.38    |
| 1978      | BOS       | 32    | 31    | 12    | 5     | 4        | 13    | 8     | 0        | --          | .619  | 863   | 212.1    | 185      | 26          | 57       | 4     | 5        | 114      | 0     | 2        | 80    | 78       | 3.31     | 1.14    |
| 1979      | NYY       | 30    | 30    | 5     | 1     | 1        | 13    | 8     | 0        | --          | .619  | 819   | 195.2    | 190      | 22          | 53       | 1     | 0        | 104      | 0     | 0        | 94    | 85       | 3.91     | 1.24    |
| 1980      | NYY       | 25    | 25    | 3     | 0     | 0        | 8     | 9     | 0        | --          | .471  | 588   | 136.1    | 139      | 10          | 50       | 3     | 1        | 84       | 2     | 0        | 79    | 74       | 4.89     | 1.39    |
| 1981      | PIT       | 9     | 9     | 1     | 0     | 0        | 2     | 5     | 0        | --          | .286  | 242   | 57.1     | 54       | 3           | 19       | 2     | 0        | 32       | 0     | 0        | 31    | 25       | 3.92     | 1.27    |
| 1982      | CAL       | 6     | 5     | 0     | 0     | 0        | 2     | 2     | 0        | --          | .500  | 135   | 29.2     | 39       | 3           | 8        | 0     | 0        | 30       | 0     | 0        | 20    | 19       | 5.76     | 1.58    |
| MLB：19年 | MLB：19年 | 573   | 484   | 187   | 49    | 25       | 229   | 172   | 15       | --          | .571  | 14365 | 3486.1   | 3075     | 346         | 1104     | 53    | 49       | 2416     | 27    | 4        | 1400  | 1280     | 3.30     | 1.20    |

- 各年度の太字はリーグ最高

### タイトル
- 最優秀防御率：2回 （1968年、1972年）

### 表彰
- カムバック賞 （1972年）
- ベーブ・ルース賞：1回 （1975年）

### 記録
- オールスターゲーム出場：3回 （1968年、1974年、1976年）

### 背番号
- 33 （1964 - 1970）
- 23 （1971 - 1980）
- 38 （1981）
- 23 （1982）
- 33 （1982）